# Hydroptila acutangulata
Hydroptila acutangulata är en nattsländeart som beskrevs av Yang, Wang in Yang, Wang och Charles William Leng 1997. Hydroptila acutangulata ingår i släktet Hydroptila och familjen smånattsländor. Inga underarter finns listade i Catalogue of Life.